# Bupleurum fruticosum
Bupleurum fruticosum — вид квіткових рослин родини окружкові (Apiaceae). лат. fruticosum — «кущ».

## Опис
Це вічнозелений сонцелюбний чагарник з жовтими квітами. Може досягати заввишки півтора метрів. Листки чергові, близько 11 сантиметрів, завдовжки, шкірясті, еліптичної форми і блискучі у верхній частині, а знизу блідо-зелені. Квіти жовті. Цвіте з квітня по вересень. Фрукти: сім'янка.

## Поширення
Країни поширення: Алжир [пн.]; Марокко; Туніс; Ліван; Греція; Італія [вкл. Сардинія, Сицилія]; Франція [вкл. Корсика]; Португалія; Іспанія. Часто культивується як садова рослина. Воліє рости в гаригах або кам'янистих коридорах, як правило, на вапні. Рослина може переносити солоні вітри добре.